# Kaligerman
Kaligerman is een bestuurslaag in het regentschap Lamongan van de provincie Oost-Java, Indonesië. Kaligerman telt 607 inwoners (volkstelling 2010).